# Mellon (Unternehmerfamilie)
Die Familie Mellon ist eine wohlhabende und einflussreiche US-amerikanische Familie aus Pittsburgh, Pennsylvania. Zur Familie gehören Andrew Mellon, einer der dienstältesten Finanzminister der USA, sowie berühmte Mitglieder aus den Bereichen Justiz, Bankwesen, Finanzen, Wirtschaft und Politik. Weitere bekannte Persönlichkeiten sind der prominente Bankier R.B. Mellon und sein Sohn R.K. Mellon, der die erste Pittsburgh Renaissance finanzierte und leitete.
Laut dem Forbes Magazin kontrolliert die Familie Mellon ein Vermögen von 14 Milliarden US-Dollar (Stand: 2024).

## Geschichte

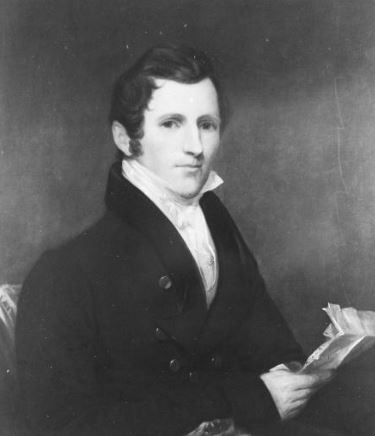
Thomas Mellon, Gründer der Mellon-Bankendynastie.

Der amerikanische Zweig der Familie Mellon hat seinen Ursprung in County Tyrone in Nordirland. Im Jahr 1816 wanderte Archibald Mellon aus Nordirland in die Vereinigten Staaten aus und ließ sich in Westmoreland County, Pennsylvania, nieder.  Zwei Jahre später gesellte sich zu Archibald sein Sohn Andrew mit seiner Familie. Der Gründungspatriarch der Familie war Richter Thomas Mellon (1813–1908), der Sohn von Andrew Mellon und Rebecca Wauchob, die schottisch-irische Landwirte aus County Tyrone waren und in einen heutigen Vorort Pittsburghs im nördlich-zentralen Westmoreland County auswanderten. Die Familie kann in vier Zweige unterteilt werden: die Nachkommen von Thomas Alexander Mellon Jr., von James Ross Mellon, von Andrew William Mellon sowie von Richard Beatty Mellon. Die Familie Mellon gehört der Episkopalkirche an.
Der Reichtum der Familie geht auf die Mellon Bank zurück, die 1869 von Archibalds Enkel Thomas Mellon gegründet wurde. Unter der Leitung von Thomas’ Sohn, Andrew William Mellon, wurden die Mellons zu Hauptinvestoren und Mehrheitseigentümern von Gulf Oil (das 1985 mit der Chevron Corporation fusionierte), Alcoa (seit 1886), The Pittsburgh Tribune-Review (seit 1970), Koppers (seit 1912), New York Shipbuilding (1899–1968) und der Carborundum Corporation. Sie übten großen finanziellen und eigentumsrechtlichen Einfluss auf Westinghouse Electric, H.J. Heinz Company, Newsweek, U.S. Steel, First Boston Corporation und General Motors aus. Die Familienbank wurde später Teil von BNY Mellon.
Die Familie gründete auch die National Gallery of Art in Washington, D.C., und stiftete sowohl Kunstwerke als auch Geldmittel. Außerdem ist sie Mäzen der University of Pittsburgh, der Carnegie Mellon University, der Yale University, des Hôpital Albert Schweitzer in Haiti und der University of Virginia. Die Carnegie Mellon University und ihr Mellon College of Science sind zu Ehren der Familie sowie ihres Gründers Andrew Carnegie benannt, der ein enger Partner der Mellons war.
Die Familie verfügt neben ihrem wirtschaftlichen Einfluss auch über große politische Macht. Zwischen 1921 und 1932 war Andrew W. Mellon unter drei Präsidenten Finanzminister. Er setzte sich erfolgreich für Steuersenkungen ein, die vor allem die Reichsten begünstigten. Nach dem Zweiten Weltkrieg nahmen die Mellons entscheidenden Einfluss auf die Entwicklung des Konservatismus in den Vereinigten Staaten. So förderte Richard Mellon Scaife (der Sohn von Finanzminister Andrew W.) neoliberale und libertäre Ideen und war an der Finanzierung von konservativen Thinktanks wie der Heritage Foundation beteiligt, welche die republikanischen Reagan- und Bush-Regierungen beeinflussten. Angehörige der Familie Mellon finanzierten auch Organisationen, die sich für die Reduzierung der Einwanderung in die USA einsetzten.

## Bekannte Mitglieder
- Thomas Mellon (1813–1908), Richter und Gründer der Mellon Bank; heiratete Sarah Jane Negley aus Pittsburgh. Als Junge beschloss er nach der Lektüre der Autobiografie von Benjamin Franklin, das landwirtschaftliche Leben seiner Eltern aufzugeben und in der Stadt Jura und Bankwesen zu studieren.
- Andrew William Mellon (1855–1937), Bankier, einer der dienstältesten US-Finanzminister der Geschichte; Namensgeber des Andrew Mellon Building und des Andrew W. Mellon Auditorium, beide in Washington, D.C.
- Richard Beatty Mellon (1858–1933), Bankier, Industrieller und Philanthrop; verheiratet mit Jennie Taylor King
- William Larimer Mellon, Sr. (1868–1949), ein Mitbegründer der Gulf Oil Corporation
- Richard King Mellon (1899–1970), Finanzier, General und Philanthrop; verheiratet mit Constance Prosser McCaulley
- Sarah Mellon (1903–1965), Erbin von Beteiligungen an der Mellon Bank, Gulf Oil und Alcoa; ihr Ehemann war Alan Magee Scaife
- Paul Mellon (1907–1999), Philanthrop und Besitzer/Züchter von Vollblutrennpferden[8]
- William Larimer Mellon, Jr. (1910–1989), Gründer des Hôpital Albert Schweitzer Haiti
- Cordelia Scaife May (1928–2005), Einsiedlerin und Geldgeberin mehrerer Anti-Einwanderungsorganisationen. Setze sich für Planned Parenthood, Geburtenkontrolle und Umweltschutz ein[9]
- Richard Mellon Scaife (1932–2014), der Hauptsponsor der Heritage Foundation und seit 1970 Herausgeber der Pittsburgh Tribune-Review;[10] erste Ehe mit Frances L. Gilmore (* 1934), zweite Ehe mit Margaret „Ritchie“ Battle (1947–2005)
- Timothy Mellon (* 1942), Vorsitzender und Mehrheitseigentümer von Pan Am Systems, einer Verkehrsholding mit Sitz in New Hampshire Portsmouth, die später an CSX Transportation verkauft wurde.
- James Ross („Jay“) Mellon II (* 1942), Autor von Büchern über Abraham Lincoln, die Sklaverei in Amerika und den Gründerpatriarchen seiner Familie, Thomas Mellon; er reist ständig, um legal Steuern zu sparen[11]
- Christopher Mellon (* 1957), hochrangiger Beamter in der Clinton- und der Bush-Regierung; ehemaliger Leiter des Minderheitenstabs des Sonderausschusses des US-Senats für Nachrichtendienste, Lehrbeauftragter an der Georgetown University; Investor und ehemaliger Berater der To the Stars Academy
- Matthew Taylor Mellon II (1964–2018), Vorsitzender des Finanzausschusses der Republikanischen Partei von New York und Finanzdirektor des Republikanischen Nationalkomitees; Als Investor an der Gründung oder Finanzierung von mehreren Start-ups beteiligt
- Mike Monroney (1902–1980), US-Senator aus Oklahoma, der Gesetze wie den Federal Aviation Act von 1958 und den Automobile Information Disclosure Act von 1958 verfasste und förderte; verheiratet mit Mary Ellen Mellon von der Familie Mellony
- John Warner (1927–2021), amerikanischer Jurist und Politiker, der von 1972 bis 1974 als Marineminister der Vereinigten Staaten und von 1979 bis 2009 fünfmal als republikanischer US-Senator von Virginia amtierte; war von 1957 bis 1973 mit Catherine Mellon aus der Familie Mellon verheiratet.

## Netzwerk

### Personen
Die folgenden bekannten Persönlichkeiten standen der Familie Mellon nahe:
- Edward Goodrich Acheson (1856–1931), Chemiker, Techniker und Industrieller
- Alexander Caldwell (1830–1917), Politiker und Unternehmer
- Joseph Duveen (1869–1939), britischer Kunsthändler
- Henry Clay Frick (1849–1919), Industrieller
- Joseph R. Grundy (1863–1961), Politiker
- Philander C. Knox (1853–1921), Jurist und Politiker
- David A. Reed (1880–1953), Politiker
- Cyrus Woods (1861–1938), Jurist, Politiker und Diplomat

### Unternehmen
An den folgenden Unternehmen hält oder hielt die Familie Mellon eine Mehrheitsbeteiligung oder eine anderweitig bedeutende Beteiligung:
- Alcoa[12][13]
- Boston and Maine Railroad[14]
- Brooklyn Union Gas Company[12]
- Carborundum Corporation[13]
- Crane Company[15]
- Crucible Steel Company
- Delaware and Hudson Railway[14]
- First Boston Corporation[13]
- General Reinsurance Corporation[16]
- Gulf Oil[12][13]
- H.K. Porter, Inc.
- Idlewild Park
- Koppers[12][13]
- Ligonier Valley Railroad[17]
- McClintic-Marshall Construction Company
- Maine Central Railroad[14][18]
- Medusa Corporation[15]
- Mellon National Bank[13]
- Mellon Suncoast Properties, Inc.[13]
- Monongahela River Coal Company[19]
- Newsweek[20]
- New York Shipbuilding Corporation
- Old Overholt[21]
- Pan American Airways
- Perma Treat[18]
- Pittsburgh Coal Company[22]
- Pittsburgh Tribune-Review[23]
- Rokeby Stables
- Sacramento Union[24]
- Standard Steel Car Company[25]
- Texas Gulf Sulphur Company[12]
- Virginian Railway[12]
- Westinghouse Electric Corporation

### Gemeinnützige Einrichtungen
Die folgende philanthropischen Einrichtungen oder anderen gemeinnützigen Einrichtungen, wurden von der Familie Mellon gegründet wurden oder sind anderweitig eng mit ihr verbunden:
- Allegheny Foundation[26]
- Andrew W. Mellon Foundation
- Bollingen Foundation
- Carnegie Mellon University
- Carthage Foundation[27]
- Center for Immigration Studies[7]
- Colcom Foundation
- Ezra Stiles College
- Federation for American Immigration Reform[28]
- Hôpital Albert Schweitzer Haiti
- Jacqueline Kennedy Garden
- KQV
- Laurel Foundation
- Mellon Trust
- Morse College
- National Gallery of Art
- National Legal and Policy Center
- National Portrait Gallery
- NumbersUSA[28]
- Paul Mellon Centre for Studies in British Art
- Rachel Mellon Walton Fund[29]
- Richard King Mellon Foundation
- Rolling Rock Club
- Scaife Family Foundation[27]
- Sarah Scaife Foundation
- University of Pittsburgh
- Yale Center for British Art